# Allan McLeod Cormack
Pour les articles homonymes, voir Cormack (homonymie).
Allan MacLeod Cormack (né le 23 février 1924 et mort le 7 mai 1998) est un physicien sud-africain, devenu américain en 1966. Il obtint le prix Nobel de physiologie ou médecine en 1979 pour sa contribution à l'invention de la tomodensitométrie, connue sous le nom de « scanner ».

## Biographie
Allan MacLeod Cormack est né à Johannesburg, en Afrique du Sud. Il est diplômé en physique et en cristallographie de l'université du Cap. Après un séjour à l'Université de Cambridge (en Grande-Bretagne), il retourne enseigner à l'Université du Cap. Après son mariage avec une physicienne américaine et un séjour à l'université Harvard, il décide de s'installer aux États-Unis et enseigne à l'université Tufts dès 1957. Il devient citoyen américain en 1966.
Bien que son travail principal concerne la physique des particules, il développe un intérêt dans la radiographie qui le conduit à établir les fondements théoriques de la tomodensitométrie. Ses publications sur ce sujet susciteront peu d'intérêt à l'époque jusqu'au moment où Hounsfield construira le premier scanner. Cormack et Hounsfield reçoivent chacun la moitié du prix Nobel de médecine en 1979 « pour le développement de la tomographie assistée par ordinateur ».